# Pagode Shwedagon
Ne doit pas être confondu avec Pagode Shwezigon.
 (janvier 2024).

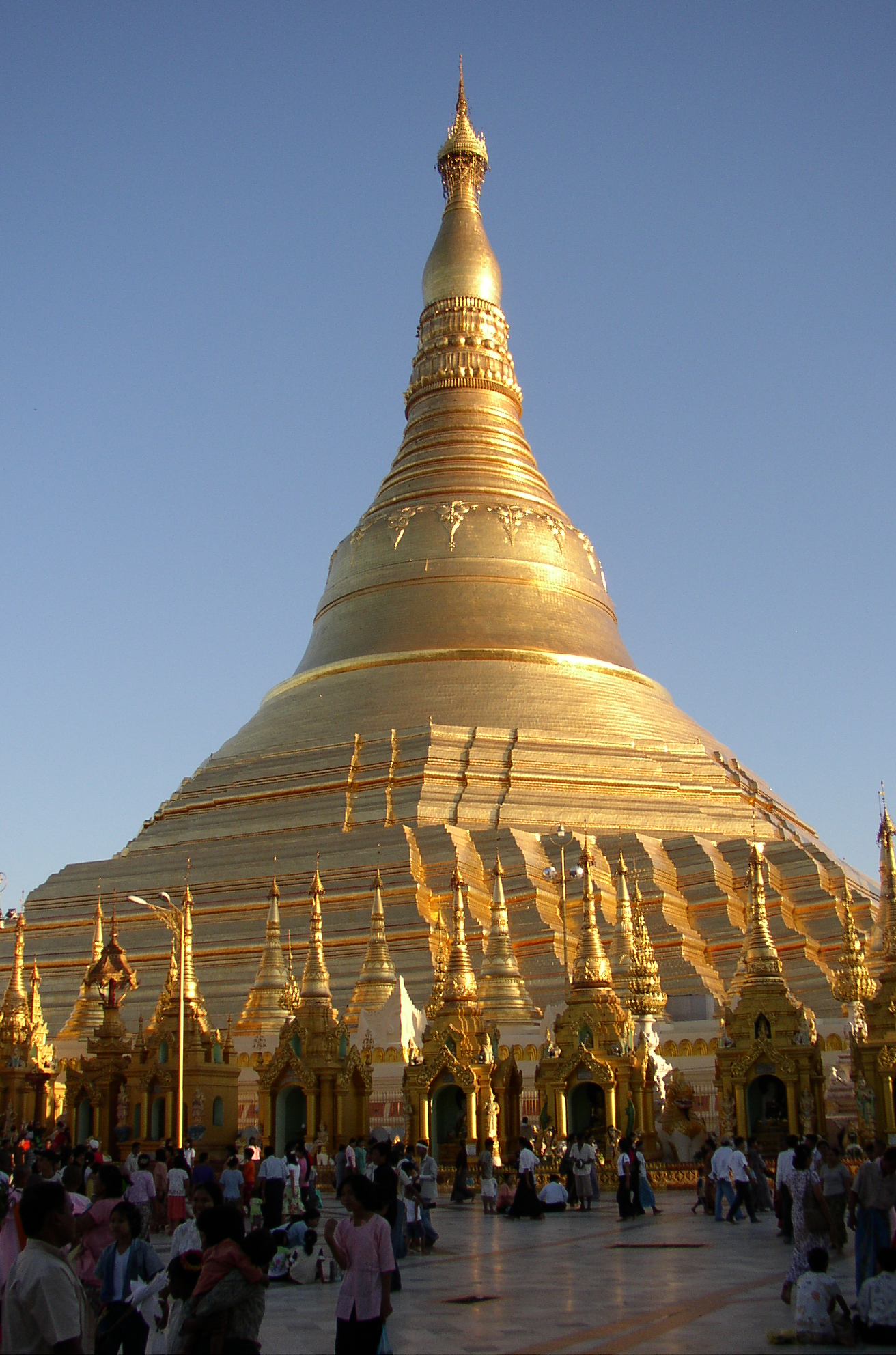
Le stûpa central.

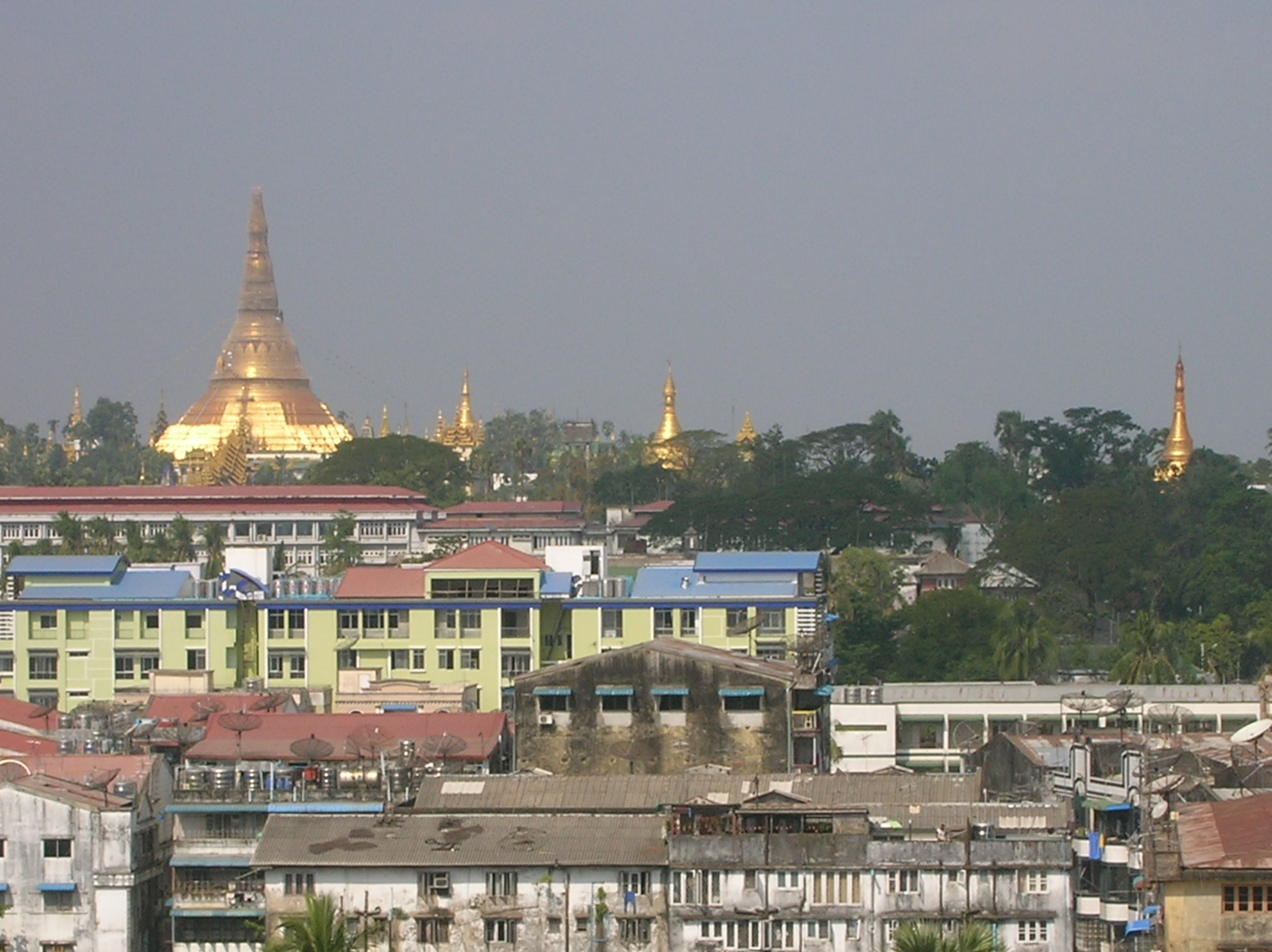
La pagode au-dessus des toits de Rangoon.

La pagode Shwedagon ou pagode de Shwedagon (de shwe, or, et dagon, ancien nom de Rangoon) est une pagode (stûpa) remarquable situé sur la colline de Singuttara à Rangoon, en Birmanie. Ce lieu saint bouddhiste est le premier centre religieux de Birmanie car selon la légende, il contient des reliques de quatre anciens Bouddhas, dont huit cheveux du Bouddha Gautama.

## Légende
Selon la légende, Trapusa et Bhallika, deux frères marchands de la basse Birmanie, qui voyageaient en char sur les routes de l'Inde, apprirent d'un deva, qui avait été leur parent dans une vie antérieure, qu'un nouveau bouddha venait d'apparaître : il avait réalisé l'éveil sept semaines auparavant, du nom de Siddhartha Gautama, et méditait depuis lors sous l’arbre Rajayatana depuis sept semaines quand les marchands vinrent à lui, se prosternèrent et lui offrirent des gâteaux de miel. Avant de partir, ils lui demandèrent huit de ses cheveux afin de rapporter quelque chose à vénérer. Le Bouddha accepta et quand ils eurent les cheveux dans les mains, ceux-ci se mirent à briller, illuminant toute la forêt. Les éléments se réjouissaient : la terre se mit à trembler et les océans à bouillonner. Le bouddha leur dit de faire construire  sur la colline de Singuttara un zedi (stûpa) et de les y déposer, à l'endroit où se trouvaient déjà les reliques de trois anciens bouddhas. Les frères s'éloignèrent ensuite sans tourner le dos au Bienheureux.
Mais ils ne possédaient rien d'assez digne pour transporter les cheveux. C'est alors que le nat Thagarmin leur offrit un coffret reliquaire orné d'émeraudes : les frères y déposèrent les cheveux durant le voyage. Une fois de retour, ils le donnèrent au roi Okkalapla avec les indications de Bouddha. L'emplacement de la colline était inconnu, et le roi offrit de grosses récompenses à qui le trouverait. Alors que personne n'y arrivait, des nats serviteurs de Thagarmin défrichèrent une nuit la colline, qui apparut ainsi clairement aux yeux de tous. Okkalapla y fit alors construire un stupa. Lorsqu'il ouvrit le coffre contenant les reliques, les cheveux du Bouddha se mirent à briller, les arbres fleurirent et une pluie de pierres précieuses tomba du ciel. Les cheveux furent enchâssés dans la pagode.

## Histoire
D'après les textes monastiques, le stûpa principal aurait donc été construit du vivant du Bouddha Gautama, au VIe siècle av. J.-C., mais cela est contesté par les archéologues qui en placent la construction entre le VIe et le Xe siècle de notre ère, par les Môns.

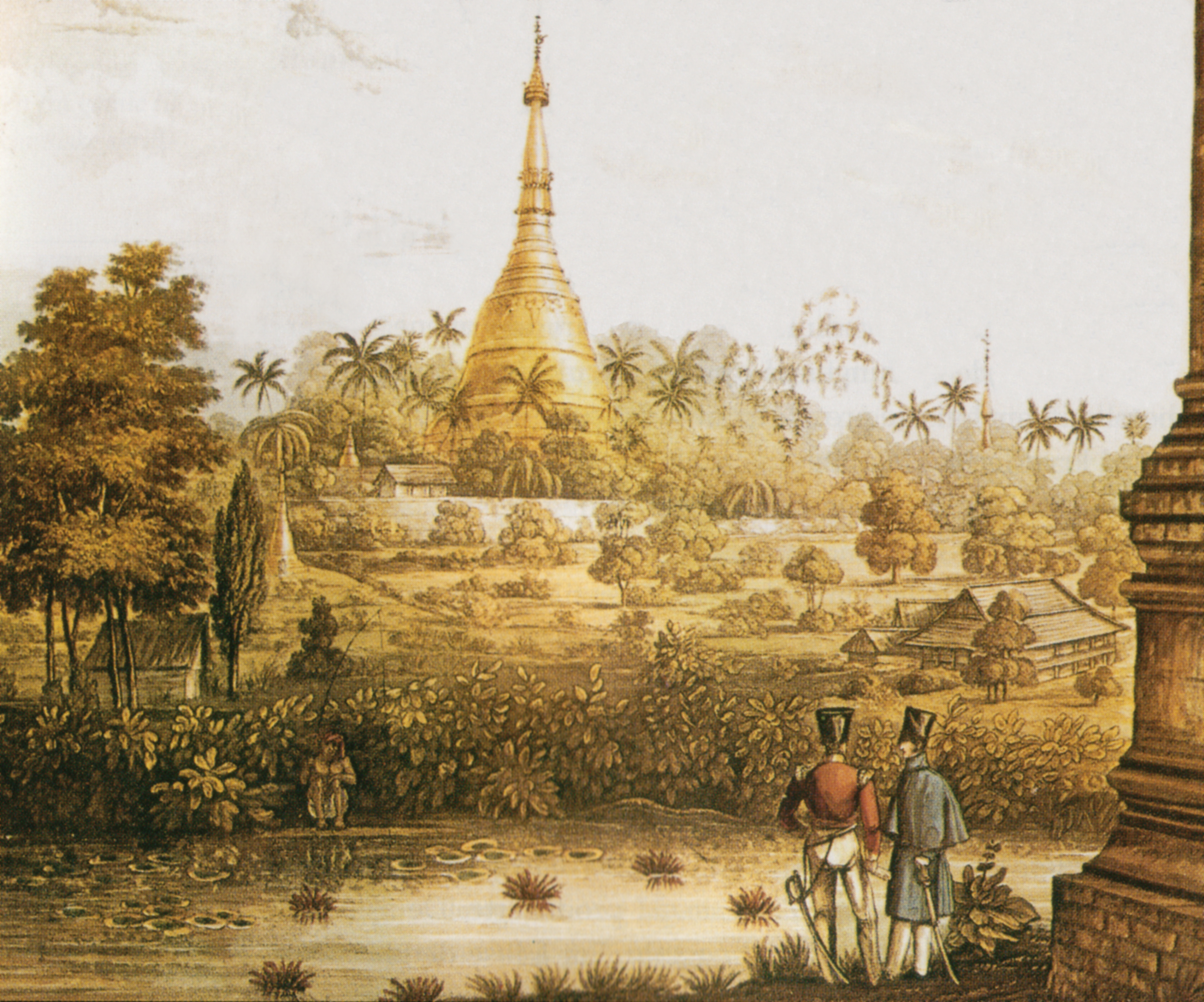
La pagode en 1825 par Joseph Moore.

Le premier stûpa, délabré, est reconstruit vers 1360 par le roi Môn Binnya U, qui l'élève jusqu'à 18 ou 20 mètres. Au XVe siècle, la Reine Shin Sawbu (1453-1472) entreprend de grands travaux pour améliorer sa forme et sa taille, donnant en outre son poids en or pour couvrir le stûpa (la tradition aurait été respectée jusqu'à l'époque actuelle). Son successeur le roi Dhammazedi offre en 1485 une énorme cloche de 300 tonnes. Mais en 1608, l'aventurier portugais Philippe de Brito pille le site et dérobe la cloche. Brito avait l'intention de la fondre pour en faire des canons pour Syriam, mais lors du transport sur la rivière, la cloche coula près de Pégou et ne fut jamais récupérée.
Au cours des siècles, une série de tremblements de terre endommagea le site. Les plus importants dégâts furent causés par celui de 1768 : le sommet du stûpa s'effondra. Il fut réparé et agrandi par le roi Hsinbyushin (de la dynastie Konbaung) qui lui donna son aspect actuel. Une cloche de 24 tonnes fut offerte par son successeur Singu Min en 1778 ; elle fut elle aussi dérobée, par les britanniques durant la première guerre anglo-birmane (1824-26), mais elle coula dans la rivière Hlaing. Elle n'a été renflouée qu'en 1926 et se trouve aujourd'hui dans l'angle Nord-Ouest. Le site fut ensuite occupé à plusieurs reprises par les officiers anglais durant les guerres anglo-birmanes.

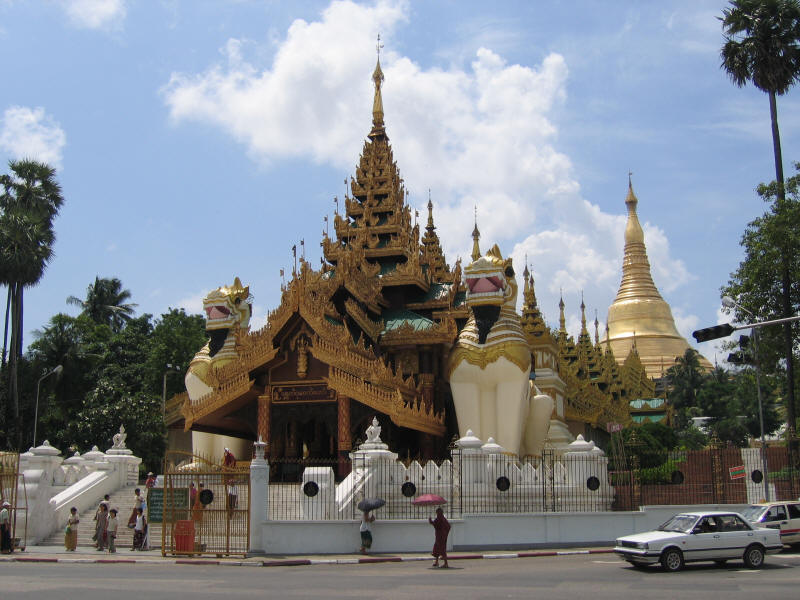
Entrée sud de la pagode, encadrée de chinthes et surmontée d'un pyatthat.

Un nouveau hti (couronne) fut offert par le roi Mindon Min en 1871 après l'annexion de la Basse-Birmanie par les britanniques.
Le site subit aussi plusieurs avanies à l'époque moderne. En 1931, un grand incendie endommagea la pagode. En octobre 1970, un tremblement de terre d'intensité modérée dévia visiblement l'axe du hti. Un échafaudage temporaire fut alors érigé pour effectuer des réparations.
Le 9 novembre 1983, l'attentat de Rangoun organisé par la Corée du Nord contre le président sud-coréen Chun Doo-hwan au Mausolée du Martyr, près de la pagode Shwedagon, a fait 17 morts dans son entourage, dont quatre ministres.
Durant les événements politiques de 2007, le site, qui servait de point de ralliement aux bonzes, fut interdit d'accès par le régime pendant quelques jours.

## Le site

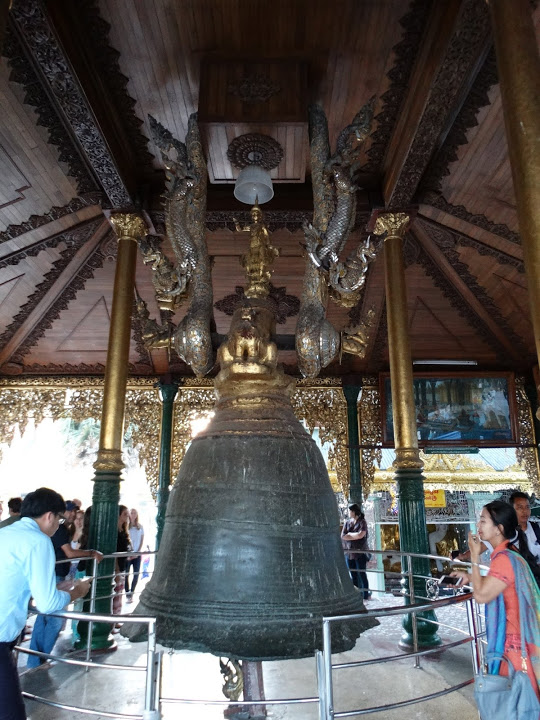
Cloche de la pagode.

La pagode est située à deux kilomètres du centre ville de Yangon, au n°1, Shwedagon Pagoda Road. Elle repose sur une plate-forme pavée de marbre de 5,6 hectares, au sommet de la colline de Singuttara, à 51 m au-dessus du niveau de la ville, et domine ainsi l'horizon. On y accède par des escaliers et des ascenseurs situés aux quatre points cardinaux. Deux chinthes (lions mythiques) monumentaux gardent l'entrée sud ; ils ont été offerts par roi Tharrawaddy lors de sa visite en 1841. La pagode principale se trouve au milieu d'un vaste complexe de 72 autres pagodes, pagodons, salles de prières, tazaungs, pyatthats et autres édifices religieux à l'architecture typiquement birmane, ainsi que de très nombreuses statues de bouddhas et de nats.

### La pagode principale
Le stûpa atteint la hauteur de 98 mètres. Sa base est faite de briques recouvertes de milliers de plaques d'or. Elle est entourée d'une forêt de 64 petits pagodons qui forment une petite enceinte avec quatre temples plus grands situés aux points cardinaux.
Sur la flèche se trouve une sorte d'ombrelle, appelée le hti en birman, où sont accrochées 1065 clochettes d'or et 420 clochettes d'argent, ainsi qu'une girouette ornée de pierres précieuses. Elle se termine par le seinbu, une petite sphère d'or incrustée de milliers de diamants dont une émeraude de 76 carats.

### Autres édifices remarquables

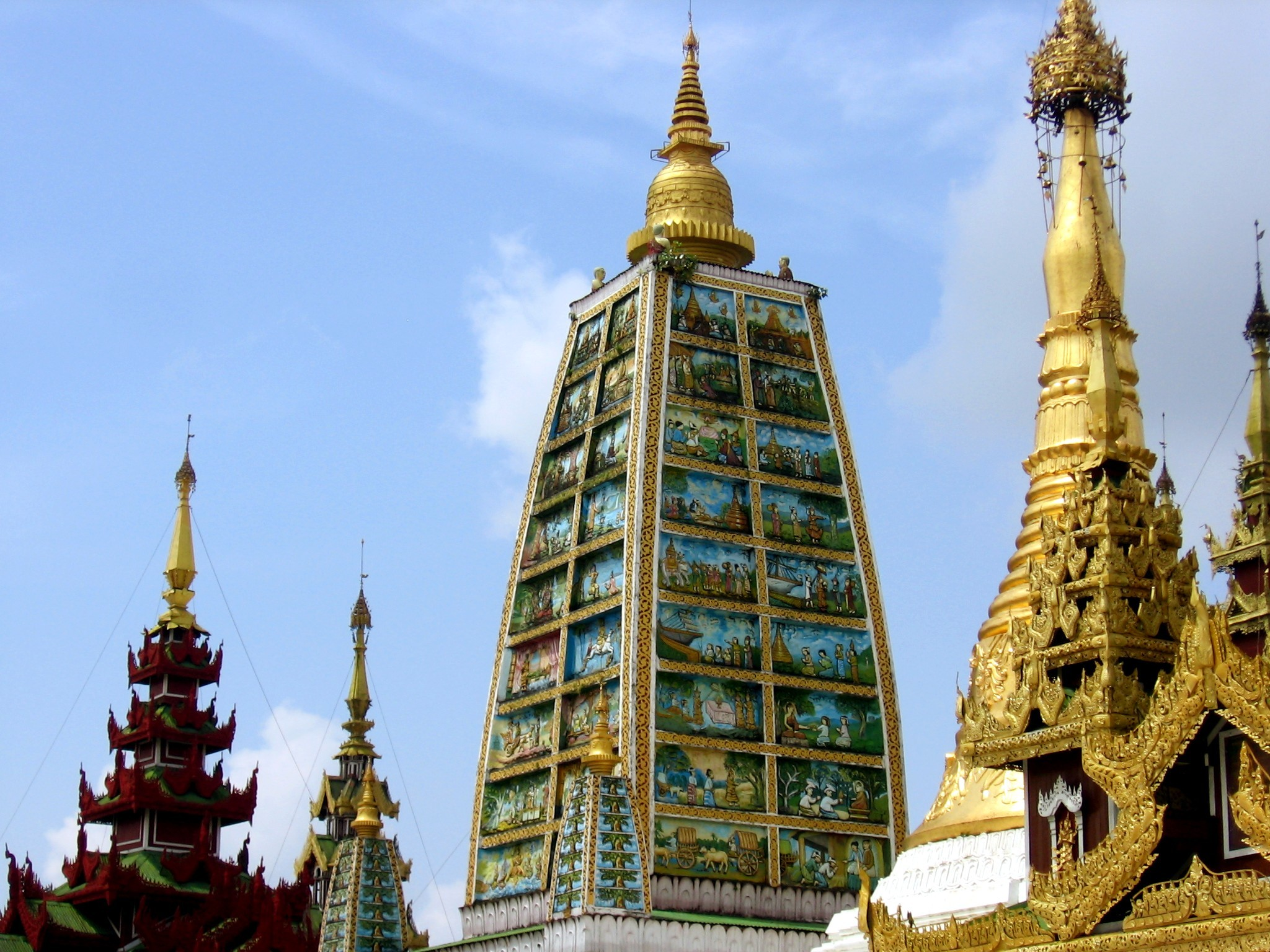
Tour couverte de peintures narrant la vie du Bouddha.

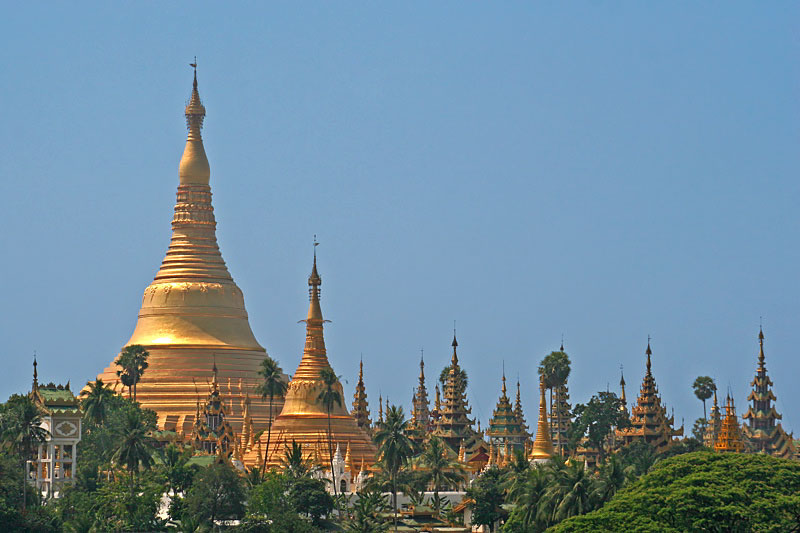
Stûpa principal et pagode Shinsawpu (premier plan).

- La colonne de Bouddha, relatant la vie de Gautama. Elle est inspirée du temple de la Mahabodhi de Bodh-Gaya (Inde).

- La pagode Shinsawpu, dorée elle aussi, se trouve dans l'angle Nord-Est. Probablement construite par Shin Sawbu, elle est également appelée La pagode des quatre Bar car quatre moines dont les noms commençaient par Bar auraient joué un rôle majeur dans son édification[9].

- Maha Tisadda Ghanta (« grande cloche à trois tons » en birman[9]) est la plus grande cloche du site, elle a été offerte par le roi Tharrawaddy en 1841. Elle pèse environ 42 tonnes et se trouve dans l'angle nord-est.

#### Tombeaux
La pagode Shwedagon abrite les monuments funéraires de Supayalat (1859-1925), dernière reine de Birmanie, de Daw Khin Kyi, épouse d'Aung San et mère d'Aung San Suu Kyi et de U Thant (1909-1974), ancien secrétaire général de l'ONU.

## Rituels
Le site est surtout dédié au bouddhisme theravada, dominant en Birmanie. Les moines sont très nombreux à s'y, mais la pagode reçoit aussi la visite de nombreux fidèles laïcs ainsi que de touristes, birmans et étrangers.
Avant d'entrer dans le complexe, les visiteurs doivent retirer leurs chaussures et s'assurer qu'ils sont vêtus convenablement. Les fidèles viennent généralement pour prier, rendre hommage au Bouddha, remercier les nats, invoquer un destin favorable ou racheter leurs fautes (mauvais karma) afin de renaître dans les meilleures conditions. Pour cela, ils effectuent différents actes rituels comme des offrandes ou baigner les statues de bouddha avec de l'eau. Selon la coutume, ils font le tour du stupa dans le sens des aiguilles d'une montre.

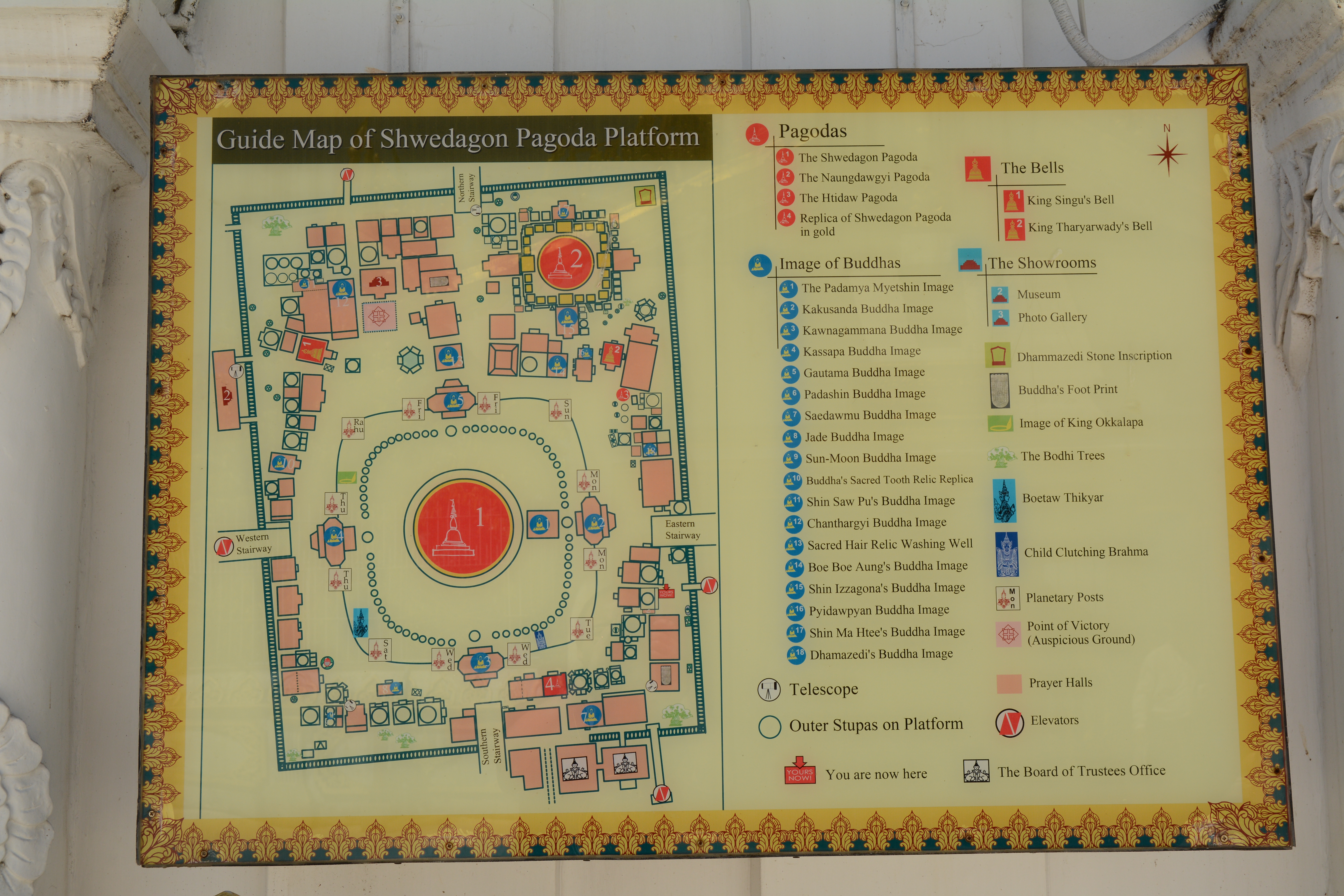
Plan de l'ensemble du site.